# پزو

کشورهایی که از یکای پول پزو استفاده می‌کنند.
کشورهایی که قبلاً از یکای پول پزو استفاده می‌کردند.

کلمه پزو (به معنای وزن در اسپانیایی) نام سکه‌ای بود که از اسپانیا سرچشمه گرفت و به یک یکای پول با اهمیت بین‌المللی تبدیل شد. پزو هم‌اکنون یکای پول چند کشور است که قبلاً جزو مستعمره‌های اسپانیا بودند.

## کشورهای استفاده کننده از  پزو

### کشورهایی که هم‌اکنون یکای پولشان پزو است
| کشور            | یکای پول            | ایزو ۴۲۱۷ کد |
| --------------- | ------------------- | ------------ |
| آرژانتین        | پزوی آرژانتین       | ARS          |
| شیلی            | پزو شیلی            | CLP          |
| کلمبیا          | پزو کلمبیا          | COP          |
| کوبا            | پزو کوبا            | CUP          |
| جمهوری دومینیکن | پزو جمهوری دومینیکن | DOP          |
| مکزیک           | پزو مکزیک           | MXN          |
| فیلیپین         | پزوی فیلیپین        | PHP          |
| اروگوئه         | پزوی اروگوئه        | UYU          |

### کشورهایی که قبلاً واحد پولشان پزو بوده‌است
- بولیوی
- کاستاریکا
- اکوادور
- گینه استوایی
- السالوادور
- گواتمالا
- گینه بیسائو
- هندوراس
- نیکاراگوئه
- پاراگوئه
- پرو
- ونزوئلا
- اسپانیا